# 문주란 (가수)
문주란 (본명: 문필연, 1949년 9월 30일 ~ )은 대한민국의 트로트 가수이다.

## 생애
1949년 대한민국 경상남도 부산시 (현 부산광역시 부산진구)에서 태어났다. 1965년 중학교 3학년인 어린 나이로 부산MBC 톱 싱거 경연대회에서 〈보고싶은 얼굴〉로 1등을 한 뒤 1966년 2월 〈보슬비 오는 거리〉, 〈동숙의 노래〉, 〈봄이 오는 고갯길〉이 수록된 음반을 내면서 가요계에 정식으로 데뷔했다. 이 음반으로 그해 국제가요대상에서 신인상을 수상하였고, 무궁화상에서 장려상을 수상하였다. 또 1972년까지 TBC 가요상에서 신인상을 수상했다. 1967년에는 군사영화 《장렬 509 대전차대》에도 출연한 바 있으며, 1967년과 1968년에는 MBC에서 주최한 MBC 10대 가수 가요제의 10대 가수에 선정되기도 하였다.
하지만 1969년 자살 미수와 관련된 불미스러운 사건으로 은퇴를 선언했으나, 1970년 다시 컴백하여 《문주란 독집》을 취입하였다. 그 후 많은 음반을 발표해 활발한 활동을 보이며 1972년 MBC 10대 가수 가요제에 선정되었으나, 세종문화회관의 화재로 인해 부상을 당하는 불운을 맞기도 했다. 이후 1973년에 10대 가수 가요제에 또 다시 선정되고, 1974년에는 대표적인 히트곡이 탄생하게 되는데 〈공항의 이별〉, 〈공항의 부는 바람〉, 〈공항 대합실〉등 공항 시리즈가 인기를 얻었으며, 동명의 영화에도 출연하게 된다.
그러나 1975년 사생활 문제로 연예협회로부터 6개월간 방송 정지를 당하는 시련을 겪기도 했다. 1981년에는 일본에도 진출해 활동하기도 했고, 1982년에는 일본 동경음악제에서 최우수가창상을 수상했다. 1983년에는 국내에 귀국하여 KBS의 특별 생방송 〈이산가족을 찾습니다〉의 배경음악에 수록된 〈누가 이 사람을 (남과 북)〉이 히트했다. 1986년에는 《백치 아다다》로 인기를 얻었으나, 교통사고로 활동이 주춤하게 된다. 하지만 1990년에는 다시 재기, 〈남자는 여자를 귀찮게 해〉가 각종 차트에서 오르면서, 많이 알려지게 된다.
이후 현재까지 가요무대 등 각종 행사에 출연하면서 활동하고 있다. 종교는 불교이다,

## 사건 및 사고
- 1969년 2월 16일 한 방송국 PD와의 실연을 이유로 수면제를 음독, 자살을 기도하여 중태에 빠졌었다.[1]
- 1973년 10월 11일 방송 녹화를 마치고 나온 후, 자신의 조카와 함께 5명의 여인에게 약 40분간 납치 및 폭행을 당하였다.[2]

- 1972년 12월 2일 서울시민회관화재에서 전기 과열로 인한 합선이 되어 화재가 일어나 문주란은 화장실 유리창을 깨고 뛰어내리다가 제2요추 복합골절의 중상을 입었다.[3]

## 방송
- 문주란의 데뷔곡인 <동숙의 노래>의 가사 소재가 MBC 신비한 TV 서프라이즈에 소개되기도 하였다.[4]

## 데뷔
- 1966년 1집 앨범 [동숙의 노래]

## 음반
- 힛트송 제1집 《동숙의 노래/낙엽지는 밤》(1966년)
- 골든힛트앨범 《낙엽따라 가버린 사랑/리베마이》(1971년)
- 《당신이 있으니까/젊은 초원》(1973년)
- 《까치가 울면/못 잊어》(1974년)
- 《내 손 잡아주/내 사랑은》(1975년)
- 《문주란 리사이틀 제 1탄》(1976년)
- 《생각하지 말아요/낯과 밤》(1975년)
- 《스테레오 일대작 1집 ~ 4집》
- 《골든힛트앨범 (공항대합실/공항의 이별)》(1976년)
- 《가시려나/그때 그 자리》(1978년)
- 《아마다 미야/남의 속도 모르고》(1989년)
- 《내 가슴속의 타인/주홍글씨》(1990년)
- 《술아술아/칠갑산》(1990년)
- 《97 春 내 가슴 벌집됐네》(1997년)
- 《시절인연 (Single)》(2011년)